# Agnes Sime Baxter Hill
Agnes Sime Baxter Hill   (Halifax, 18 de març de 1870 - Columbia, 9 de març de 1917) va ser una matemàtica canadenca.

## Vida i obra
Baxter va estudiar a la universitat de Dalhousie en la qual es va graduar el 1891 i va obtenir el master el 1892. A continuació va estudiar a la universitat Cornell en la qual va obtenir el doctorat el 1895, essent una de les primeres dones en obtenir-lo a Nord Amèrica.
Dissortadament, va abandonar els seus estudis per seguir al seu marit, el professor de filosofia Albert Ross Hill a les universitats de Nebraska i Missouri, i per tenir cura de la seva família.
Va morir prematurament amb 47 anys després d'una llarga malaltia.
La biblioteca del departament de matemàtiques de la universitat Dalhuosie porta el seu nom en honor seu.